# Mike McClendon (baseball)
Pour les articles homonymes, voir Mike McClendon.
Michael Melton McClendon, né le 3 avril 1985 à Arlington (Texas) aux États-Unis, est un lanceur de relève droitier au baseball. Il fait ses débuts en Ligue majeure avec les Brewers de Milwaukee durant la saison 2010 et rejoint en décembre 2012 les Rockies du Colorado.

## Carrière

### Brewers de Milwaukee
Mike McClendon est drafté au 10e tour par les Brewers de Milwaukee en 2006.

#### Saison 2010
Le 12 août 2010, McClendon est rappelé des ligues mineures pour remplacer chez les Brewers le lanceur LaTroy Hawkins, blessé. McClendon fait ses débuts dans les majeures le 14 août 2010 en venant lancer en relève face aux Rockies du Colorado. À sa deuxième sortie, le 21 août face aux Padres de San Diego, il lance trois manches en relève sans accorder de point et est le lanceur de décision dans le gain de 6-5 des Brewers. Il est donc crédité de sa première victoire en carrière dans les majeures. Il termine ce premier séjour dans les majeures avec deux victoires, aucune défaite, et une moyenne de trois points mérités accordés par partie en 21 manches lancées dans ses 17 sorties comme releveur. Il réussit 21 retraits sur des prises.

#### Saison 2011
En 2011, McClendon apparaît dans 9 matchs des Brewers et lance 13 manches et deux tiers. Il remporte trois décisions sans subir de défaite et garde sa moyenne de points mérités à 2,63. Il passe la majorité de l'année en Triple-A chez les Nashville Sounds, le club-école des Brewers dans la Ligue de la côte du Pacifique.

#### Saison 2012
McClendon passe à peu près toute la saison 2012 dans les mineures à Nashville, où sa moyenne de points mérités s'élève à 4,19 en 43 manches. Il ne fait que neuf présences en relève avec le grand club à Milwaukee et en 14 manches, sa moyenne est de 6,43 après 10 points mérités accordés à l'adversaire.

### Rockies du Colorado
En décembre 2012, Mike McClendon signe un contrat des ligues mineures avec les Rockies du Colorado.